# D.C. Summer Vacation 〜ダ・カーポ サマーバケーション〜
『D.C. Summer Vacation 〜ダ・カーポ サマーバケーション〜』は、CIRCUS NORTHERNブランドより発売の『D.C. 〜ダ・カーポ〜』のファンディスク第2弾。通称『D.C.S.V.』。

## 概要
本編である『D.C. 〜ダ・カーポ〜』及び『D.C.P.C. 〜ダ・カーポ〜 プラスコミュニケーション』が春、『D.C. White Season 〜ダ・カーポ ホワイトシーズン〜』が冬、そして本作品は夏を舞台としている。
プロデューサーのZANNによれば、「夏休み」をテーマにした企画作品として、2003年の末頃から開発が始まった。夏らしさを体験するために、外の炎天下でスタッフ会議をしたこともあったという。

## 作品内容
（出典：）

### Summer Vacation
『D.C.P.C.』から1年後を舞台に主人公とヒロイン達の夏休みを描いたアドベンチャーゲーム形式のオリジナルシナリオ集。夏休みを象徴する「海（無人島）」「山（洋館）」「遊園地」の3つのスポットを舞台に物話が展開される。合計13人のヒロインが登場するが、攻略可能なヒロインはそれぞれのスポットに2人ずつ、計6人。

#### あらすじ
本校2年に進学した純一は夏休みを控えたある日、友人たちと夏休みの過ごし方について話していた。海へ行きたい、山へ行きたい、遊園地へ行きたいと様々な意見が飛び出す。そして夏休みが始まった。 純一は素敵な夏休みの思い出を作る事ができるだろうか？
無人島編
月城家のクルーザーで豪華クルージングへ行く主人公たち。ゴージャスな夏の一時を満喫していた彼らは突如クルーザーの暴走により海へと投げ出されてしまった。
- メインヒロイン：朝倉音夢、月城アリス
- その他登場人物：天枷美春、彩珠ななこ、瀬場

洋館編
純一は鷺澤と萌が企画した山間の別荘での避暑に誘われる。自然の中での素晴らしいバカンス。しかし不吉な気配を感じる者もおり、そして不思議で不吉な事が本当に起こる。
- メインヒロイン：芳乃さくら、胡ノ宮環
- その他登場人物：水越萌、鷺澤美咲、霧羽明日美

遊園地編
初音島にある遊園地「さくらパーク」がリニューアルされたというので純一は恋人と遊びに行こうとしていた。そんな折、運良く商店街の福引きでペアチケットを当て、彼女を誘う純一。しかし、ちょっとしたことで2人は喧嘩してしまう。そして当日、彼らは無事仲直りができるだろうか。
- メインヒロイン：白河ことり、工藤叶
- その他登場人物：水越眞子、紫和泉子、みっくん&ともちゃん

### SS（ショートストーリー）
13人のヒロイン達の外伝ストーリー集。杉並によってヒロイン達のちょっと違った一面が明かされる。

### ミニゲーム
5種類のミニゲームがある。

#### アフターバナナ2
前作『D.C. White Season 〜ダ・カーポ ホワイトシーズン〜』に収録されたシューティングゲーム「アフターバナナ」のリメイク。新システムが追加されている。
前作からの変更点
操作キャラが増え、以下の3人から選べるようになった。また『D.C.』・『D.C.W.S.』・『D.C.P.C.』をそれぞれインストールしていると、隠し要素として美春はヘアバンドの色、和泉子はきぐるみの有無、さくらは服がそれぞれ変更できる。
- 天枷美春（弾はバナナ→チョコバナナ→房バナナ）
- 紫和泉子（弾はイクラ→鮭→鮭おにぎり）
- 芳乃さくら（弾は桜餅→お煎餅→どら焼き）

パートナーシステムが追加。こちらも以下の3人から選択可能。
- みっくん&ともちゃん：バリア能力。ボムは画面上の弾消滅+一定時間無敵。初級者向け。
- 白河暦：攻撃力アップ。ボムは「お前ら皆、実験材料だ!」のヤバイセリフと共に敵に大ダメージ。中級者向け。
- 杉並：スピードアップ。ボムは相手の怒りゲージが一発でMAXになる（だけ）。上級者向け。

敵キャラに怒りゲージ追加。怒りゲージが最大になると一定時間パワーアップの怒りモードが発動する。
『D.C.P.C.』でのヒロイン総登場によりステージ数も増加。
なお追加キャラは以前のD.C.シリーズのインストールにより使用可能となる。

#### ザ・夏祭り!! 〜初音島ピンボール〜
『D.C.』と夏祭りをモチーフとしたピンボール。
システム
仕掛けに玉を当てていくとヒロインランプが点灯。全てのヒロイン点灯で打ち上げ花火を狙えるようになり、花火打ち上げで「お祭りモード」突入。BGMが「初音島音頭」に変わり中央に高得点のやぐら太鼓が出現する。

#### 開かずの扉
4色のうたまるをヒントを元に特定の順番に並び替える。最低4体、最高8体。

#### 激写!コースター
ジェットコースターに乗っている水越眞子と朝倉純一を撮影するゲーム。 といっても、横スクロール画面でポイントを通過する際に右もしくは左クリックをする単純なゲーム。

#### あら、こんなところに…○×が!？
CPUと対戦。タイミングよくクリックしてポイントを取る。○×クイズをする訳ではない。

### 和泉子えかきうた
ゲーム中に登場するピンクの熊のきぐるみにしか見えない女子生徒の絵描き歌。

### ユーザー投稿
「夏」をテーマとしたファンからの投稿イラスト。

## スタッフ
- プロデューサー：tororo、くま坂らま男
- ディレクター：ドラゴン角田
- 原画：たにはらなつき、秋蕎麦、かゆらゆか、影山由多、みつまむ
- シナリオ：まり、愛羽、山麻素斗、御巫紫苑、鈴木またみ、ひふみしんご、ジンとニック、キングアイランド西

- プロデューサー：ZANN
- ディレクター：ドラゴン角田
- キャラクターデザイン・原画：たにはらなつき、秋蕎麦、かゆらゆか
- シナリオ：まり、愛羽、ふとん

## 主題歌
オープニングテーマ「Special Day 〜太陽の神様〜」
作詞・作曲：yozuca*、編曲：前澤寛之、歌：yozuca*
後に『D.C. Four Seasons 〜ダ・カーポ〜 フォーシーズンズ』にて朝倉音夢（野川さくら）がカバー。
挿入歌「明日の風」
作詞：rino、作編曲：渡邉美佳、歌：rino
挿入歌「和泉子絵描き歌」
作詞：CIRCUS、作曲：如月十一、編曲：南良樹、歌：桃井はるこ
エンディングテーマ「赤い糸」
作詞：yozuca*、作曲：渡邊美佳、編曲：河合英嗣、歌：yozuca*

## 関連商品

### CD
『soleil*garden』
オープニングテーマを収録。
『crystal2 〜サーカス ヴォーカルコレクション〜 Vol.2』
挿入曲・エンディングテーマを収録。

### フィギュア
『ダ・カーポ サマーバケーション フィギュアコレクション』
トイズ・プランニングより2006年8月11日発売。ヒロインの水着姿のフィギュア。フィギュアは白河ことり、天枷美春、朝倉音夢、月城アリス、胡ノ宮環の5種類+シークレット1種類。携帯クリーナー全13種類+シークレット2種類が付属する。